# Hasan Salihamidžić
Hasan Salihamidžić (Jablanica, 1 januari 1977) is een Bosnisch voormalig voetballer. Hij werd in juli 2020 aangesteld als voorzitter sport bij FC Bayern München. Op 27 mei 2023 (de dag dat Bayern München kampioen werd na een wisselvallig seizoen) is hij ontslagen uit deze functie.

## Clubcarrière
In 1991 werd Salihamidžić jeugdspeler bij Velež Mostar. Hij was een van de grootste talenten, maar door de oorlog speelde hij niet bij de senioren. Salihamidžić wilde weg van de oorlog en ging in een café werken zodat hij geld kon sparen voor een vlucht. In 1992 vloog hij naar Hamburg. Met hulp van zijn neef Ahmet Halilhodžić werd hij lid van het jeugdteam van Hamburger SV. Salihamidžić zou ook prof worden in Hamburg. Hij speelde 72 wedstrijden en scoorde negentien keer.
In 1998 vertrok hij naar Bayern München. Daar kwam zijn echte doorbraak. In 207 wedstrijden voor München scoorde hij 26 keer. Salihamidžić vertrok in juni 2007 naar Turijn, waar hij voor vier jaar gecontracteerd werd door Juventus. Bij de oude dame kende hij het nodige blessureleed waardoor hij niet op een verlenging van zijn verbintenis kon rekenen. Medio 2011 maakte de inmiddels 34-jarige vleugelspeler daarom transfervrij de overstap naar VfL Wolfsburg, waar Salihamidžić voor één seizoen tekende.

## Interlandcarrière
Salihamidžić speelde ook voor het nationale team van Bosnië en Herzegovina. Hij speelde 43 wedstrijden, waarin hij zes keer scoorde. Salihamidžić heeft nooit op een internationaal toernooi gespeeld. In 2006 besloot hij te stoppen als international. Onder leiding van bondscoach Fuad Muzurović maakte hij zijn debuut op 8 oktober 1996 in de WK-kwalificatiewedstrijd tegen Kroatië (1-4) in Bologna, net als Bakir Beširević (NK Osijek), Nudžein Geča (NK Bosna), Amir Teljigović (Trelleborgs), Sead Halilović (Hapoel Be'er Sheva) en Sanjin Pintul (FK Željezničar). Salihamidžić nam in dat duel in de 22ste minuut de gelijkmaker voor zijn rekening.
| Interlanddoelpunten | Interlanddoelpunten | Interlanddoelpunten | Interlanddoelpunten                | Interlanddoelpunten | Interlanddoelpunten | Interlanddoelpunten | Interlanddoelpunten |
| #                   | Datum               | Locatie             | Wedstrijd                          | Goal(s)             | Score               | Uitslag             | Wedstrijd           |
| ------------------- | ------------------- | ------------------- | ---------------------------------- | ------------------- | ------------------- | ------------------- | ------------------- |
| 1                   | 08/10/1996          | Bologna             | Bosnië en Herzegovina – Kroatië    | 22'                 | 1 – 1               | 1 – 4               | WK-kwalificatie     |
| 2                   | 06/11/1996          | Sarajevo            | Bosnië en Herzegovina – Italië     | 5'                  | 1 – 0               | 2 – 1               | Oefeninterland      |
| 3                   | 06/09/1997          | Zagreb              | Kroatië – Bosnië en Herzegovina    | 55'                 | 2 – 2               | 3 – 2               | WK-kwalificatie     |
| 4                   | 27/01/1999          | Ta' Qali            | Malta – Bosnië en Herzegovina      | 29'                 | 0 – 1               | 2 – 1               | Oefeninterland      |
| 5                   | 04/06/2005          | Serravalle          | San Marino – Bosnië en Herzegovina | 17'                 | 0 – 1               | 1 – 3               | WK-kwalificatie     |
| 6                   | 04/06/2005          | Serravalle          | San Marino – Bosnië en Herzegovina | 39'                 | 0 – 2               | 1 – 3               | WK-kwalificatie     |

## Erelijst
Bayern München
- Bundesliga: 1998/99, 1999/2000, 2000/01, 2002/03, 2004/05, 2005/06
- DFB-Pokal: 1999/00, 2002/03, 2004/05, 2005/06
- DFB-Ligapokal: 1998, 1999, 2000, 2004
- UEFA Champions League: 2000/01
- Wereldbeker voor clubteams: 2001

Individueel
- Bosnisch Sporter van het Jaar: 2001
- Bosnisch Voetballer van het Jaar: 2000, 2004, 2005, 2006

## Privé
Salihamidžić is getrouwd en heeft met zijn vrouw drie kinderen, die allemaal in München zijn geboren. Voormalig profvoetballer Francisco Copado is zijn zwager.